# Charles J. Mendelsohn
Charles Jastrow Mendelsohn (* 8. Dezember 1880 in Wilmington, North Carolina; † 27. September 1939 in New York) war ein US-amerikanischer Philologe, Historiker und einer der bedeutendsten Wissenschaftler der Kryptologie-Geschichte.
Sein Vater war Samuel Mendelsohn, Rabbiner des Temple of Israel in Wilmington, der auch das Werk Die Strafrechtswissenschaft der alten Hebräer verfasste. Die Mutter hieß Esther Jastrow. Mendelsohn studierte an der University of Pennsylvania, wo er 1904 den Ph. D. für eine literaturwissenschaftliche Arbeit über den römischen Autor Plautus erhielt. Nach seinem Studium lehrte er Griechisch am City College of New York.
Nach Ausbruch des Ersten Weltkrieges wechselte er in das Postministerium, später zum Militärgeheimdienst, wo er in der Abteilung für Kryptoanalyse tätig war. Seine Erkenntnisse hieraus legte er später in seinen Studies in German Diplomatic Codes Employed During the World War dar.
Nach Kriegsende lehrte er wieder am City College of New York, nun Geschichte. Nebenher arbeitete er weiter auf dem Gebiet der Kryptoanalyse, worüber er diverse wissenschaftliche Abhandlungen publizierte, u. a. gemeinsam mit William Friedman zum Zimmermann-Telegramm.
Er baute die größte Sammlung antiquarischer Literatur zur Kryptologie auf, die heute in der Van Pelt-Dietrich Library der University of Pennsylvania aufbewahrt wird.

## Veröffentlichungen
- mit William Friedman: The Zimmermann Telegram of January 16, 1917 and its Cryptographic Background. War Department, Office of the Chief Signal Officer, Washington, GPO, 1938
- Blaise de Vigenere and the ’Chiffre carre’. In: Proceedings of the American Philosophical Society 82, 1940, S. 103–129JSTOR.